# 協辦大學士
協辦大學士為清朝中央职官之一，品等与大学士同為正一品。顺治十六年（1659年），清政府將文館與內三院統一且更名為內閣，其內閣設大學士。雍正九年（1731年）设立额外大学士，乾隆时改为與協辦大學士。在大學士方面，滿人與漢人各二名。在協辦大學士方面，滿人與漢人各一名。
清人雅稱大學士、協辦大學士為中堂，而李鴻章於同治七年獲授協辦大學士，故時人多稱之為「李中堂」。
- 雍正：徐元梦、田从典、张廷玉、逊柱、尹泰、陈元龙、福敏、彭维新、三泰、徐本、巴泰
- 乾隆：福敏、徐本、讷亲、三泰、史贻直、刘于义、高斌、来保、阿克敦、傅恒、陈大受、尹继善、汪由敦、梁诗正、孙嘉淦、蒋溥、达勒当阿、鄂弥达、刘统勋、兆惠、刘纶、阿里衮、陈宏谋、庄有恭、官保、于敏中、程景伊、阿桂、英廉、嵇璜、永贵、蔡新、伍弥泰、梁国治、和珅、刘墉、福康安、彭元瑞、孙士毅
- 嘉庆：保宁、庆桂、书麟、吉庆、琳宁、朱珪、禄康、纪昀、刘权之、费淳、长麟、戴衢亨、明亮、松筠、邹炳泰、托津、曹振镛、百龄、章煦、伯麟、戴均元、吴璥
- 道光：伯麟、长龄、吴璥、孙玉庭、英和、蒋攸铦、汪廷珍、富俊、卢荫溥、李鸿宾、文孚、阮元、穆彰阿、王鼎、琦善、伊里布、汤金钊、卓秉恬、奕经、敬徵、陈官俊、耆英、祁寯藻、赛尚阿、杜受田
- 咸丰：琦善、裕诚、杜受田、讷尔经额、禧恩、贾桢、文庆、桂良、叶名琛、彭蕴章、柏葰、翁心存、官文、周祖培、肃顺
- 同治：麟魁、倭仁、瑞常、曾国藩、骆秉章、朱凤标、李鸿章、文祥、全庆、单懋谦、左宗棠、宝鋆
- 光绪：英桂、沈桂芬、载龄、全庆、灵桂、文煜、李鸿藻、额勒和布、恩承、阎敬铭、福锟、张之万、徐桐、麟书、昆冈、荣禄、翁同龢、刚毅、孙家鼐、王文韶、崇礼、徐郙、敬信、裕德、世续、那桐、荣庆、瞿鸿禨、张之洞、鹿传霖
- 宣统：荣庆、鹿传霖、陆润庠、戴鸿慈、徐世昌、李殿林

## 越南協辦大學士
越南阮朝模仿清朝的官制，亦設有協辦大學士的官職。同慶乙酉年（1885年），為避同慶帝阮福昪諱，改名協佐大學士。成泰維新年間（1889年—1916年），多不再避諱，復稱協辦大學士。啟定元年（1916年），同慶帝之子啟定帝即位，再改為協佐大學士。